# Toulon-sur-Arroux
Toulon-sur-Arroux település Franciaországban, Saône-et-Loire megyében. Lakosainak száma 1447 fő (2022. január 1.). Toulon-sur-Arroux La Boulaye, Dompierre-sous-Sanvignes, Marly-sur-Arroux, Montmort, Saint-Eugène, Sainte-Radegonde, Saint-Romain-sous-Versigny, Uxeau és Vendenesse-sur-Arroux községekkel határos.

## Népesség
A település népessége az elmúlt években az alábbi módon változott:
| Lakosok száma | 1610 | 1587 | 1623 | 1585 | 1548 | 1510 | 1472 | 1458 | 1447 |
|               | 2013 | 2015 | 2016 | 2017 | 2018 | 2019 | 2020 | 2021 | 2022 |